# 固伦荣宪公主
固伦荣宪公主（1673年—1728年），康熙帝第三女，《荣宪固伦公主圹志文》記其為圣祖仁皇帝次女，生母為榮妃马佳氏。

## 生平
康熙十二年五月初六日出生，生母馬佳氏時為庶妃。康熙帝認為百行之原莫先于孝，事亲之道子女不殊，故而評價她「性生婉淑，仪备肃雍；内则早娴，誉素彰于宫阃」外，還稱讚她「顷以朕体违和，尔归宁侍奉；问安视膳，克殚至情，诸公主中，惟尔为最。」
康熙二十年十月二十三日，总管内务府下各司关于宫廷用项开支银两的奏本記載，為巴林公主的孙子乌尔衮额驸穿初定之礼服，制金带圈一对，焊接配药投入银五厘。十月二十六日，准武备院奏准来文，支给初定礼之额驸乌尔衮放绿松石嵌金小撒袋一，带去此项嵌入之银弦四分。此外，还给固伦淑慧长公主和乌尔衮倆人做了长褂等衣服，用银四百二十八两。由此可見，早在康熙二十年时，公主就與札萨克多罗郡王鄂齐尔之子乌尔衮舉行了初定礼。
康熙三十年（1691年）正月，受封为和硕荣宪公主，同年六月嫁给蒙古巴林部博尔济吉特氏乌尔衮，时年十九岁。宮廷檔案亦稱其為和硕荣宪公主。康熙四十五年，荣宪和硕公主派遣頭等侍衛噶爾瑪帶同她寫的「皇父請安表文及呈皇太子之請安表文」进京朝贡兼請安，公主除進獻聖祖酸奶燒酒四罐等食品外，還向太后祖母、妃母、皇太子、皇太子妃和小阿哥處送食物。康熙四十八年（1709年) ，以「年齿亦长，礼秩当优」為由晋封為固伦荣宪公主，生一女和碩显亲王元妃。
康熙五十二年十一月二十五日，荣宪公主生病期间，同母弟三阿哥胤祉和异母弟四阿哥胤禛向聖祖奏报她的病情漸漸轉好。康熙帝认为二公主的住房不好，阿哥和内大臣找到的两处住房，康熙帝认为“皆差”。
康熙六十年二月十三日，董督内属国二十三旗戎务的驸马吴尔衮薨于军中，享年五十一歲。雍正六年四月二十一日，固倫榮憲公主逝世，享年五十六岁。《皇朝文典》錄入的祭文有「理翰屏之内政，克励恭勤」的字眼，肯定她处理巴林旗务的政治功劳。雍正七年八月十九日，其子霖布在修建亭殿和筑治地宫的工程完畢後，合葬公主和額駙於巴林境内巴彦陶拜山陽。
根據雍正朝《起居注》的記載，其子霖布曾經灌醉护卫大受，又指使护卫阿礼坤将他杀害，並且烧尸灭迹。事情败露后，雍正帝将其革爵，回京擇房一所圈禁，依照倉津之例他的妻子及使令妇人皆被关进禁所。当议及副都统额尔赫图知情卻不劝阻霖布，也没有向世宗差往巴林地方办事的的副都统华色告发此事之罪时，世宗勃然大怒骂霖布每天酗酒。

## 影视形象
| 演員   | 作品                         |
| 胡天鴿 | 《康熙帝國》（2001年）       |
| 汪晴   | 《花落宮廷錯流年》（2016年） |